# Општина Салча (Телеорман)
Салча (рум. Salcia) општина је у Румунији у округу Телеорман.
Oпштина се налази на надморској висини од 75 m.